# Muş (tartomány)
Muş tartomány Törökország egyik kelet-anatóliai tartománya, székhelye Muş városa. A terület neve egykoron Taron volt, és a történelmi Örményország részét képezte. A lakosság nagy része kurd származású. 1071-ben a tartományban zajlott a manzikerti csata.